# Norah O'Donnell
Norah Morahan O'Donnell (née le 23 janvier 1974) est une journaliste de télé américaine et présentatrice de CBS Evening News et correspondante pour 60 Minutes . Elle est l'ancienne co-présentatrice de CBS This Morning, correspondante en chef de la Maison-Blanche pour CBS News, et animatrice suppléante de l'émission de dimanche matin de CBS, Face the Nation.